# Forcipomyia willisi
Forcipomyia willisi är en tvåvingeart som beskrevs av Debenham 1987. Forcipomyia willisi ingår i släktet Forcipomyia och familjen svidknott. Inga underarter finns listade i Catalogue of Life.